# 奥平貞友
奥平 貞友（おくだいら さだとも、? - 天正13年7月10日（1585年8月5日））は、戦国時代の武将。
父は奥平貞直（祖父の奥平貞昌の子の説あり）。弟に奥平貞政。正室は奥平定行の娘、後室は奥平貞能の娘。子はおふう（奥平貞昌室）、たつ（松平定勝室）、奥平貞由。通称は久兵衛（日近久兵衛）。奥平藤左衛門家の当主。

## 生涯
三河日近城主として本家奥平貞能に仕える。天文16年（1547年）に今川義元の東三河進出に功績を挙げたことで、今川氏に追われた形原松平氏の所領を得るが、翌年には今川氏から離反したとして形原を没収され、その混乱に乗じて形原松平氏の松平家広が旧領に復帰している。
弘治2年（1557年）には貞能と共に反今川氏の兵を挙げて、今川方に留まった貞勝と戦うが敗れる（東三忩劇）。今川義元は貞能が貞勝らによって高野山に追放されたのを受けて、貞友を処分をすることで奥平氏を許すことにしたが、処刑されるはずの貞友は逃げ延びて抵抗を続け、追放されたはずの貞能も後に赦免されるなど、今川氏による奥平氏への支配が強化された反面、首謀者たちの処分は曖昧なままに終わった。
元亀2年（1571年）奥平一族が武田信玄に降ると、武田方の人質として長女おふうを差し出す。天正元年（1573年）奥平一族が武田家を離反し、再び徳川家に帰参したため、人質のおふうは、三河鳳来寺口で処刑された。
天正3年（1575年）の長篠の戦いでは、一族で長篠城に篭城し勝利に貢献した。戦後家康から、他の奥平一族と共に、直接その功績を賞される。また、長女おふうの犠牲を憐れんだ家康のはからいで、次女たつが、家康の弟松平定勝の正室として迎えられた。
天正13年（1585年）7月10日死去。嫡男貞由（貞重）は、父の死後叔父の奥平貞政に養われ、慶長7年（1602年）貞政と共に、奥平本家を離れて姉婿の松平定勝に仕えた。子孫は、代々伊予松山藩松平家の家老として続き、明治維新を迎える。